# Dicranota angustistyla
Dicranota (Rhaphidolabis) angustistyla là một loài ruồi trong họ Pediciidae. Chúng phân bố ở vùng sinh thái Palearctic.